# Tioprickig nyckelpiga
Tioprickig nyckelpiga (Adalia decempunctata), även skrivet som 10-prickig nyckelpiga, är en art i insektsordningen skalbaggar. Den tillhör familjen nyckelpigor.

## Kännetecken
Den tioprickiga nyckelpigan har en kroppslängd på mellan 3,5 och 5 millimeter. Till utseendet är arten är mycket variabel och förekommer i flera olika färgformer. Täckvingarna är oftast ljust gulbruna eller rödaktiga med svarta prickar, vars antal trots artens trivialnamn både kan vara färre eller fler än tio. Prickarna kan vara mer eller mindre tydligt åtskilda och ibland kan även prickar saknas helt. Individer med dessa färger på täckvingarna har en ljus halssköld med fem till sju svarta prickar. En annan färgform har en övervägande mörk färg, oftast svart eller brun, och en av de mer typiska av dessa varianter kännetecknas av svarta täckvingar med en större orangeaktig, snedställd fläck nära ytterkanten på täckvingarnas främre del. Bruna individer kan ha ljusare, vitaktiga fläckar.

## Utbredning
Den tioprickiga nyckelpigan förekommer i stora delar av Europa, utom i de mest nordliga trakterna, samt i delar av sydvästra Asien.

## Levnadssätt
Både som fullbildad insekt, imago, och som larv består den tioprickiga nyckelpigans föda främst av bladlöss.